# Lhuys
Lhuys é uma comuna francesa na região administrativa de Altos da França, no departamento de Aisne. Estende-se por uma área de 4,95 km². Em 2010 a comuna tinha 141 habitantes (densidade: 28,5 hab./km²).